# Estigmene biguttata
Estigmene biguttata är en fjärilsart som beskrevs av Walker 1855. Estigmene biguttata ingår i släktet Estigmene och familjen björnspinnare. Inga underarter finns listade i Catalogue of Life.